# سه بیلبورد خارج از ابینگ، میزوری
سه بیلبورد خارج از ابینگ، میزوری (انگلیسی: Three Billboards Outside Ebbing, Missouri) فیلمی در ژانر درام جنایی محصول ۲۰۱۷ به نویسندگی، تهیه‌کنندگی و کارگردانی مارتین مک‌دونا است. از بازیگران آن می‌توان به فرانسیس مک‌دورمند، وودی هارلسون، سم راکول، جان هاکس، پیتر دینکلیج، ابی کورنیش و لوکاس هجز اشاره کرد. مک‌دورمند در این فیلم، در نقش مادری ظاهر شده‌است که بعد از مرگ دلخراش دخترش و بعد از ناامید شدن از پی‌گیری‌های قانونی، سه بیلبورد بزرگ نصب می‌کند تا بتواند توجهات را به اتفاقی که برای دخترش افتاده جلب کند.
سه بیلبورد خارج از ابینگ، میزوری در ۱۰ نوامبر ۲۰۱۷ در آمریکا و کانادا و در ۱۲ ژانویه ۲۰۱۸ در بریتانیا اکران شد. کمپانی فاکس سرچلایت پیکچرز وظیفه پخش فیلم را برعهده داشت. این فیلم با استقبال بسیار خوبی از سوی منتقدین و تماشاگران همراه شد و منتقدان قلم داستانی، کارگردانی، تیم بازیگران و موسیقی فیلم را ستودند. سه بیلبورد خارج از ابینگ، میزوری به فروشی ۱۲۱٫۲ میلیون دلاری در گیشه رسید در حالی که تنها ۱۲ میلیون دلار خرج ساختنش شده بود.
سه بیلبورد خارج از ابینگ، میزوری در نودمین دوره جوایز اسکار در هفت رشته از جمله بهترین فیلم، بهترین فیلمنامه غیراقتباسی، بهترین بازیگر نقش اول زن و بهترین بازیگر نقش مکمل مرد نامزد دریافت جایزه بود که در نهایت تنها دو جایزه بهترین بازیگر نقش اول زن و بهترین بازیگر نقش مکمل مرد برای سم راکول را به خود اختصاص داد. همچنین در هفتاد و پنجمین مراسم گلدن گلوب فیلم در شش رشته نامزد بود که موفق شد ۴ جایزه بهترین بازیگر زن فیلم درام، بهترین بازیگر نقش مکمل مرد فیلم درام، بهترین فیلمنامه و بهترین فیلم درام را به خود اختصاص دهد. فیلم همچنین در مراسم‌هایی همچون انجمن بازیگران فیلم و بفتا نیز در چندین رشته نامزد و برنده جایزه شد.

## خلاصه داستان
زنی بنام میلدرد هیز بعد از تجاوز و مرگ دلخراش دخترش سعی می‌کند از راه قانونی پرونده او را دنبال کند اما راه به جایی نمی‌برد و با کم‌کاری پلیس مواجه می‌شود. میلدرد سه بیلبورد اجاره می‌کند و بر روی هر کدام از آن‌ها جملات مختلفی می‌نویسد و همین باعث می‌شود تا توجه رسانه‌ها و پلیس به بیلبوردها جلب شود. رئیس پلیس سعی می‌کند میلدرد را قانع کند که بیلبوردها را بردارد اما او مخالفت می‌کند و این باعث بروز اتفاقات مختلفی برای او و خانواده اش می‌شود…

## بازیگران
- فرانسیس مک‌دورمند در نقش میلدرد
- کلب لندری جونز در نقش رد ولبی
- وودی هارلسون در نقش ویلوبی
- کری کندن در نقش پاملا
- سم راکول در نقش دیکسون
- جان هاکس در نقش چارلی
- ابی کورنیش در نقش آن
- لوکاس هجز در نقش رابی
- سامارا ویوینگ در نقش پنه‌لوپه
- پیتر دینکلیج در نقش جیمز

## بازخورد
سه بیلبورد خارج از ابینگ، میزوری با تحسین گسترده منتقدین همراه بود و بسیاری آن را یکی از بهترین فیلم‌های سال ۲۰۱۷ می‌دانند. راتن تومیتوز گزارش کرد که ۹۳٪ منتقدین نسبت به فیلم نظر مثبتی دارند که این درصد از روی ۳۰۰ نقد به دست آمده که در مجموع نمره بسیار خوب ۸٫۵/۱۰ را نصیب فیلم می‌کند. جمع‌بندی نظرات منتقدین راتن تومیتوز می‌گوید: «سه بیلبورد خارج از ابینگ، میزوری یک کمدی سیاه عجیب است که درام درخشانی دارد همراه با اجرای فراموش نشدنی بازیگران فیلم.» در سایت متاکریتیک نیز، فیلم امتیاز ۸۸/۱۰۰ گرفت که این میانگین از روی ۵۰ نقد بدست آمده‌است که به معنای «تحسین جهانی» است.سینماسکور به فیلم درجه "A–" داد و آن را تحسین کرد.

## فیلم‌نامه
فیلم‌نامه این فیلم در ژانویه ۲۰۱۸ توسط انتشارات فابر منتشر شد که نشر چترنگ آن را با برگردان سینا شاه بابا به زبان فارسی چاپ کرده‌است.

## جوایز
| جایزه                          | تاریخ       | رشته                                 | برنده/نامزد                               | نتیجه    | منبع   |
| ------------------------------ | ----------- | ------------------------------------ | ----------------------------------------- | -------- | ------ |
| نودمین دوره جوایز اسکار        | ۴ مارس ۲۰۱۸ | بهترین بازیگر نقش اول زن             | فرانسیس مک‌دورمند                          | برنده    | [ ۵ ]  |
| نودمین دوره جوایز اسکار        | ۴ مارس ۲۰۱۸ | بهترین فیلم                          | گراهام برودبنت، پیت کرنین و مارتین مک‌دونا | نامزدشده | [ ۵ ]  |
| نودمین دوره جوایز اسکار        | ۴ مارس ۲۰۱۸ | بهترین بازیگر نقش مکمل مرد           | وودی هارلسون                              | نامزدشده | [ ۵ ]  |
| نودمین دوره جوایز اسکار        | ۴ مارس ۲۰۱۸ | بهترین بازیگر نقش مکمل مرد           | سم راکول                                  | برنده    | [ ۵ ]  |
| نودمین دوره جوایز اسکار        | ۴ مارس ۲۰۱۸ | بهترین فیلم‌نامه غیراقتباسی           | مارتین مک‌دونا                             | نامزدشده | [ ۵ ]  |
| نودمین دوره جوایز اسکار        | ۴ مارس ۲۰۱۸ | بهترین تدوین                         | جان گریگوری                               | نامزدشده | [ ۵ ]  |
| نودمین دوره جوایز اسکار        | ۴ مارس ۲۰۱۸ | بهترین موسیقی متن                    | کارتر برول                                | نامزدشده | [ ۵ ]  |
| جوایز فیلم بفتا                | فوریه ۲۰۱۸  | بهترین بازیگر نقش مکمل مرد           | وودی هارلسون                              | نامزدشده | [ ۱۳ ] |
| جوایز فیلم بفتا                | فوریه ۲۰۱۸  | بهترین بازیگر نقش مکمل مرد           | سم راکول                                  | برنده    | [ ۱۳ ] |
| جوایز فیلم بفتا                | فوریه ۲۰۱۸  | بهترین بازیگر نقش اول زن             | فرانسیس مک‌دورمند                          | برنده    | [ ۱۳ ] |
| جوایز فیلم بفتا                | فوریه ۲۰۱۸  | بهترین فیلم بریتانیایی               | گراهام برودبنت، پیت کرنین و مارتین مک‌دونا | برنده    | [ ۱۳ ] |
| جوایز فیلم بفتا                | فوریه ۲۰۱۸  | بهترین فیلمبرداری                    | بن دیویس                                  | نامزدشده | [ ۱۳ ] |
| جوایز فیلم بفتا                | فوریه ۲۰۱۸  | بهترین کارگردانی                     | مارتین مک‌دونا                             | نامزدشده | [ ۱۳ ] |
| جوایز فیلم بفتا                | فوریه ۲۰۱۸  | بهترین تدوین                         | جان گریگوری                               | نامزدشده | [ ۱۳ ] |
| جوایز فیلم بفتا                | فوریه ۲۰۱۸  | بهترین فیلم                          | گراهام برودبنت، پیت کرنین و مارتین مک‌دونا | برنده    | [ ۱۳ ] |
| جوایز فیلم بفتا                | فوریه ۲۰۱۸  | بهترین فیلمنامه                      | مارتین مک‌دونا                             | برنده    | [ ۱۳ ] |
| هفتاد و پنجمین مراسم گلدن گلوب | ژانویه ۲۰۱۸ | بهترین بازیگر زن نقش اول فیلم درام   | فرانسیس مک‌دورمند                          | برنده    | [ ۱۴ ] |
| هفتاد و پنجمین مراسم گلدن گلوب | ژانویه ۲۰۱۸ | بهترین کارگردانی                     | مارتین مک‌دونا                             | نامزدشده | [ ۱۴ ] |
| هفتاد و پنجمین مراسم گلدن گلوب | ژانویه ۲۰۱۸ | بهترین فیلم درام                     | سه بیلبورد خارج از ابینگ، میزوری          | برنده    | [ ۱۴ ] |
| هفتاد و پنجمین مراسم گلدن گلوب | ژانویه ۲۰۱۸ | بهترین موسیقی متن                    | کارتر برول                                | نامزدشده | [ ۱۴ ] |
| هفتاد و پنجمین مراسم گلدن گلوب | ژانویه ۲۰۱۸ | بهترین فیلم‌نامه                      | مارتین مک‌دونا                             | برنده    | [ ۱۴ ] |
| هفتاد و پنجمین مراسم گلدن گلوب | ژانویه ۲۰۱۸ | بهترین بازیگر نقش مکمل مرد فیلم درام | سم راکول                                  | برنده    | [ ۱۴ ] |